# Lena Ohnesorge

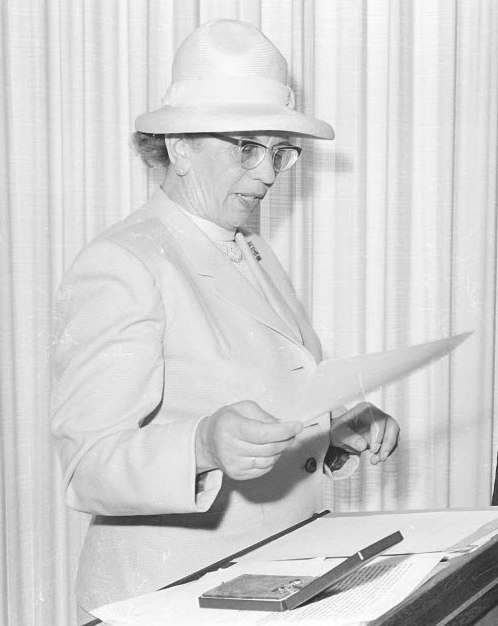
Lena Ohnesorge (1965)

Lena Ohnesorge, eigentlich Helene Maria Wilhelmine geb. Voss (* 17. Juli 1898 in Prenzlau; † 12. August 1987 in Bochum) war eine deutsche Politikerin (GB/BHE, später CDU). Sie war von 1957 bis 1967 Ministerin für Arbeit, Soziales und Vertriebene des Landes Schleswig-Holstein.

## Leben und Beruf
Nach dem Besuch des Lyzeums in Prenzlau, das sie mit der Lehrerinnenprüfung beendete, bestand Lena Ohnesorge 1918 das Abitur in Stettin. Anschließend absolvierte sie ein Studium der Medizin in Berlin, Marburg, Würzburg, Greifswald und Kiel, welches sie 1923 mit dem Staatsexamen beendete. 1923 erfolgte auch ihre Promotion zum Dr. med. an der Christian-Albrechts-Universität Kiel mit der Arbeit Zur Epidemiologie der Parotitis epidemica. Anschließend war sie als Krankenhausärztin in Prenzlau und Berlin tätig. 1925 ließ sie sich als praktische Ärztin in Prenzlau nieder. Danker und Lehmann-Himmel charakterisieren sie in ihrer Studie über das Verhalten und die Einstellungen der Schleswig-Holsteinischen Landtagsabgeordneten und Regierungsmitglieder der Nachkriegszeit in der NS-Zeit als „oppositionell-gemeinschaftsfremd“ und „Nonkonformistin“. 1945 floh sie aus der Sowjetischen Besatzungszone und eröffnete eine Praxis in Lübeck. Von 1965 bis 1973 war Lena Ohnesorge Präsidentin des Deutschen Ärztinnenbundes. 1974 erhielt sie die Paracelsus-Medaille der deutschen Ärzteschaft und das Bundesverdienstkreuz mit Stern und Schulterband.
Lena Ohnesorge war verwitwet und hatte fünf Kinder.

## Partei
Von 1950 bis 1958 gehörte sie dem Gesamtdeutschen Block/Bund der Heimatvertriebenen und Entrechteten an. 1959 wurde sie Mitglied der CDU.

## Abgeordnete
Von 1950 bis 1958 war Lena Ohnesorge erstmals Mitglied des Landtages von Schleswig-Holstein. Hier gehörte sie von 1950 bis 1958 dem Vorstand der GB/BHE-Landtagsfraktion an. Von 1950 bis 1954 sowie von 1955 bis 1957 war sie außerdem Vorsitzende des Ausschusses für Gesundheitswesen. Nachdem sie aus dem GB/BHE ausgetreten war, verließ sie am 20. September 1958 auch die GB/BHE-Fraktion und gehörte dem Landtag bis zum Ende der Wahlperiode noch einen Monat als fraktionslose Abgeordnete an.
Von 1962 bis 1967 war Lena Ohnsorge erneut Mitglied des Landtages, diesmal als Mitglied der CDU-Fraktion.
Lena Ohnesorge zog 1950 und 1954 über die Landesliste und 1962 als direkt gewählte Abgeordnete des Wahlkreises Lübeck-Mitte in den Landtag ein.

## Öffentliche Ämter
Am 21. Oktober 1957 wurde sie als Ministerin für Arbeit, Soziales und Vertriebene in die von Ministerpräsident Kai-Uwe von Hassel geführte Landesregierung von Schleswig-Holstein berufen. In diesem Amt gehörte sie auch dem ab 1962 von Helmut Lemke geleiteten Kabinett an. Nach der Landtagswahl 1967 schied sie am 3. Mai 1967 aus der Regierung aus.